# Angitia esthera
Angitia esthera là một loài bướm đêm trong họ Noctuidae.